# Raab Karcher
Raab Karcher – niemiecka sieć hurtowni z materiałami budowlanymi, jedna z trzech największych sieci w Europie. Siedziba firmy znajduje się we Frankfurcie nad Menem, swoim zasięgiem obejmuje Niemcy, Czechy, Węgry, Słowację i Polskę.
Od 2000 roku wchodzia w skład francuskiego koncernu Saint-Gobain. Sieć oferuje 5 grup asortymentu: materiały budowlane, instalacje, technikę grzewczą, technikę sanitarną oraz płytki ceramiczne.